# Rača (Priboj), Zlatibor
Rača (în sârbă Рача) este un sat în comuna Priboj, districtul Zlatibor, Serbia.
Se află la o altitudine de 713 m deasupra nivelului mării.